# Nertomarusfibel

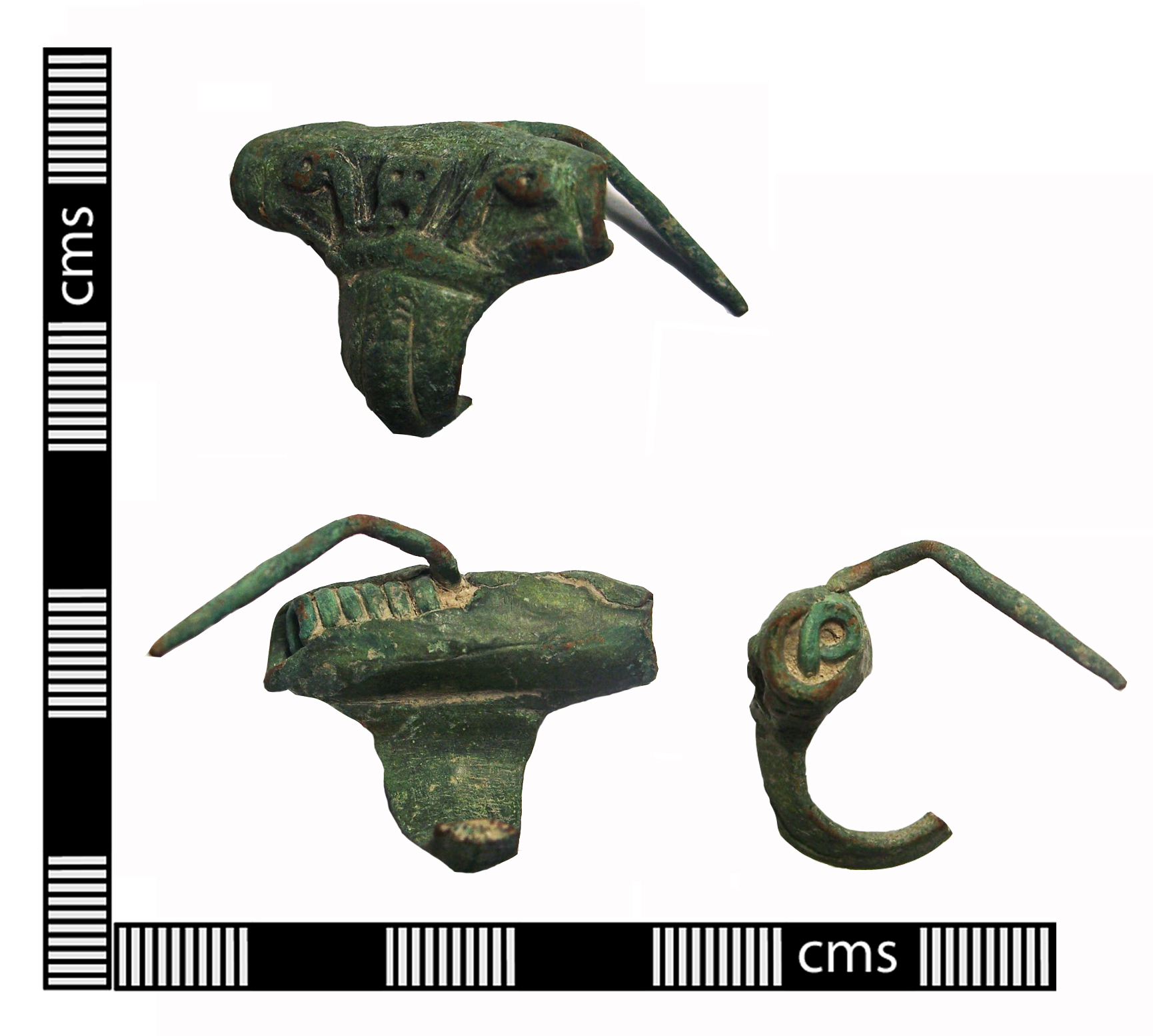
Fragment einer Nertomarusfibel aus Großbritannien mit typischem Dekor auf der Spiralhülse

Die Nertomarusfibel ist eine in der Regel bronzene Gewandspange zum Zusammenhalten der Kleidung aus der frühen römischen Kaiserzeit. Der Name der Fibel kommt von der Herstellermarke NERTOMARUS, die auf einigen Stücken zu finden ist. Es kommen aber auch andere Namen vor.

## Beschreibung
Die Nertomarusfibel ist eine sogenannte Hülsenspiralfibel, was bedeutet, dass Körper und Spiralfeder (mit Nadel) der Fibel getrennt gefertigt wurden. Um die beiden Elemente zu verbinden, wird die Spiralfeder in eine röhrenförmige Hülse am Fibelkörper eingesetzt. Die Mechanik der Spirale ist somit nicht sichtbar, was der Fibel ein glattes, elegantes Äußeres gibt. Kennzeichnendes Merkmal der Nertomarusfibel ist die Art der Verzierung auf der Spiralhülse: Zwischen zwei gegenständigen Voluten befindet sich ein dreieckiges oder kreisförmiges Motiv. Der Bügel der Fibel ist leicht gewölbt und im Querschnitt rhombisch. Am Bügelansatz sowie entlang des Rückens des Bügels befinden sich häufig Zierleisten. Der Nadelhalter ist groß dimensioniert und weist meist Durchbrechungen auf.
Nertomarusfibeln sind typische Trachtbestandteile der frühen römischen Kaiserzeit, d. h. des 1. Jahrhunderts n. Chr. Ihr Verbreitungsgebiet umfasst Großbritannien, Frankreich, West- und Süddeutschland, die Schweiz, Österreich und Ungarn. 